# Salón Aeronáutico de Dubái
El salón Aeronáutico de Dubái es un espectáculo bienal celebrado en Dubái, Emiratos Árabes Unidos. Está organizado por Fairs & Exhibitions Ltd desde el año 1989, en cooperación con el Gobierno de Dubái, el Departamento de Aviación Civil Internacional y Aeropuerto Internacional de Dubái en colaboración con las Fuerzas de Defensa de los Emiratos Árabes Unidos.

## Cartera de pedidos
El Salón Aeronáutico de Dubái tiene el récord de la mayor cartera de pedidos jamás tomada en un Airshow. En 2007, el valor total de los acuerdos anunciados en la feria llegó a 155 000 000 000 de dólares. En 2011, el total de la cartera de pedidos fue de $ 63 000 000 000.
En 2013, el libro de órdenes superó los $ 200 000 000 000.